# Катрин Гилдинър
Катрин Гилдинър (на английски: Catherine Gildiner) е американо-канадска клинична психоложка и писателка, авторка на произведения в жанра трилър.

## Биография и творчество
Катрин Маклюр Гилдинър е родена на 31 март 1948 г. в Луистаун, Ню Йорк, САЩ, в ирландското семейство на Джеймс и Джанет Маклюр. Баща ѝ е фармацевт. Израства като малка край Ниагарския водопад, а като тийнейджър е в Амхърст, щат Ню Йорк.
През 1970 г. получава бакалавърска степен, а през 1971 г. магистърска степен по английска литература от Тринити Колидж на Оксфордския университет. След дипломирането си преподава в гимназия „Томас Пайн“ в Кливланд. Получава стипендия и учи литература във Виктория Колидж на Университета на Торонто, после се прехвърля и през 1975 г. получава магистърска степен по психология.
През април 1975 г. се омъжва за рентгенолога Майкъл Гилдинър. Живеят в Торонто и имат трима сина.
През 1983 г. получава докторска степен по психология с дисертация на тема „Влиянието на Дарвин върху Фройд“. Работи като клиничен психолог в психиатрията „Лейкшор“ и на частна практика в периода 1985 – 2001 г. В периода 1993 – 2005 г. е колумнист към списание „Шейтлайн“, където дава психологически съвети. Член е на Канадската психологична асоциация.
През 1999 г. е публикувана първата ѝ хумористична мемоарна книга „Too Close to the Falls“, в която описва живота си от 4 до 12-годишна възраст. В следващите две мемоарни книги споделя живота си до 24 години.
Първият ѝ роман „Прелъстяване“ е публикуван през 2005 г. Виенски психоаналитик подготвя изследване, в което обвинява Фройд в фалшификация и измама. Скоро той е намерен мъртъв, а по следите тръгват двама души – Кейт, която излежава присъдата за убийство и е познавачка на Фройд, и партньора ѝ Джак – банков обирджия и бивш детектив. Търсенето им минава през Лондон, Виена, Ню Йорк и Торонто, учението на Дарвин, и дъщерята на Фройд – Ана. Романът става бестселър.
Катрин Гилдинър живее със семейството си в Креймор.

## Произведения

### Самостоятелни романи
- Seduction (2005)
Прелъстяване, изд.: „Унискорп“, София (2009), прев. Жени Кръстева

### Документалистика
- Too Close to the Falls (1999)
- After the Falls (2010)
- Coming Ashore (2014)
- Good Morning, Monster (2019)